# MI 09
MI 09は、フランスの公共交通事業者であるパリ交通公団（RATP）が所有する電車。首都・パリを中心としたイル＝ド＝フランス地域圏の通勤・近郊列車であるRER向けの車両で、多客輸送に適した2階建て構造を有している。

## 概要
イル＝ド＝フランス地域圏の地域間列車である「RER」のうち、1日あたり120万人もの乗客が利用するA線で使用されていた旧型電車の置き換えや輸送力の増強を目的に導入が実施された電車。2009年にパリ交通公団（RATP）とイル＝ド＝フランス運輸組合（StiF）は、アルストムとボンバルディア・トランスポーテーション（現：アルストム）のコンソーシアムとの間に60編成分の製造に関する契約を交わし、続いて2012年にはオプション分を行使する形で70編成の、2015年にも10編成の追加発注が行われた。
MI 09は全長112 mの5両編成の電車で、2両の制御車（先頭車）と3両の電動車（中間車）で構成されている。全車両が2階建て構造になっており、加減速性能の向上も併せ、従来の1階建て電車（MS 61、MI 84）と比べて輸送力が30 - 50 %向上している。また、総括制御により最大2編成を連結した運行も可能で、その際の定員数は立席を含めて約2,600人にも及ぶ。車内にはバリアフリーに対応した区画が設置されている他、冷房に対応した空調装置や安全性向上のための監視カメラ、情報を表示するスクリーンが設置されている。各車体には車体前後と中央部、合計3箇所に幅2,000 mmの両開き乗降扉が設置されている。

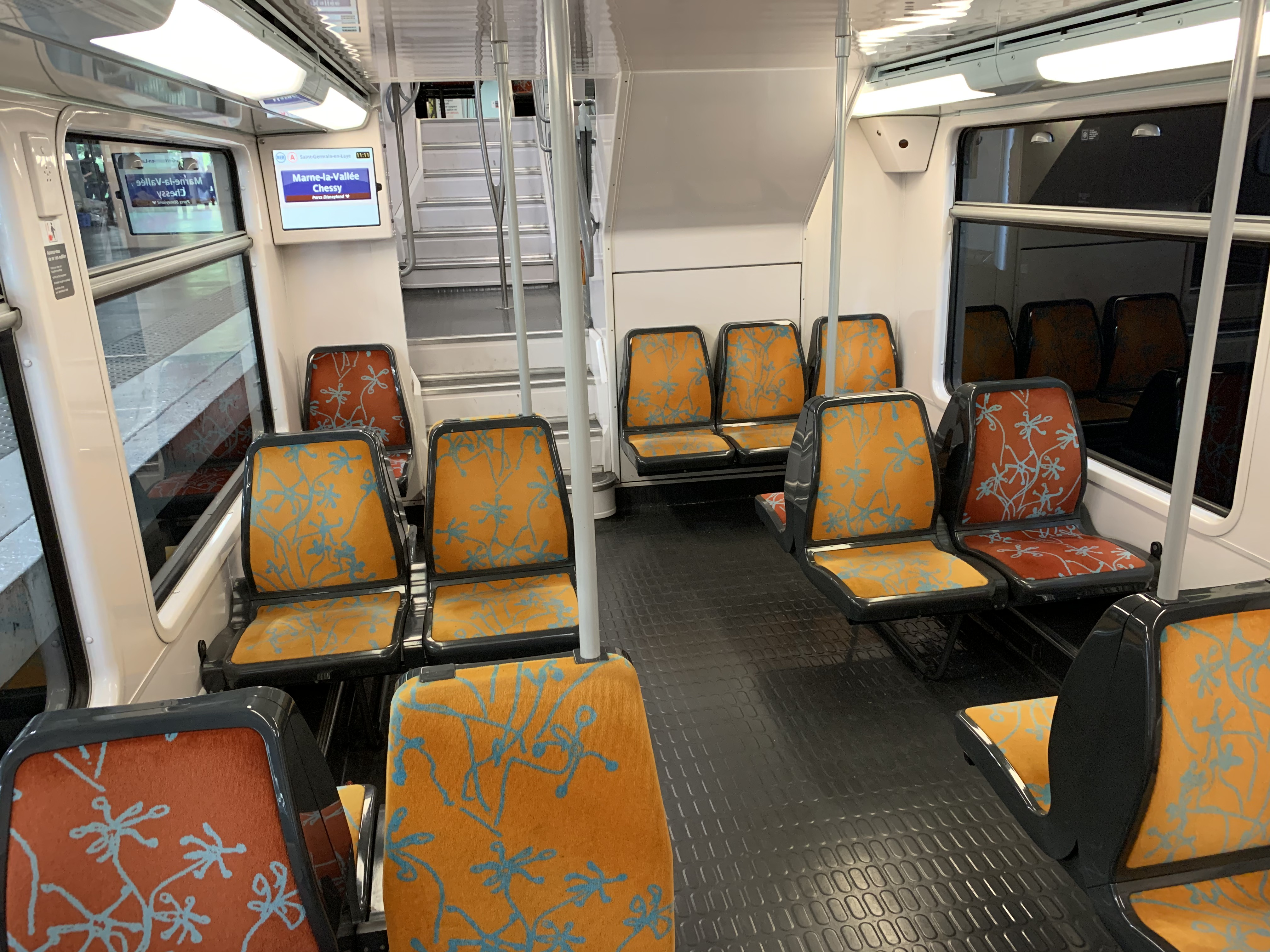
車内（1階部分）
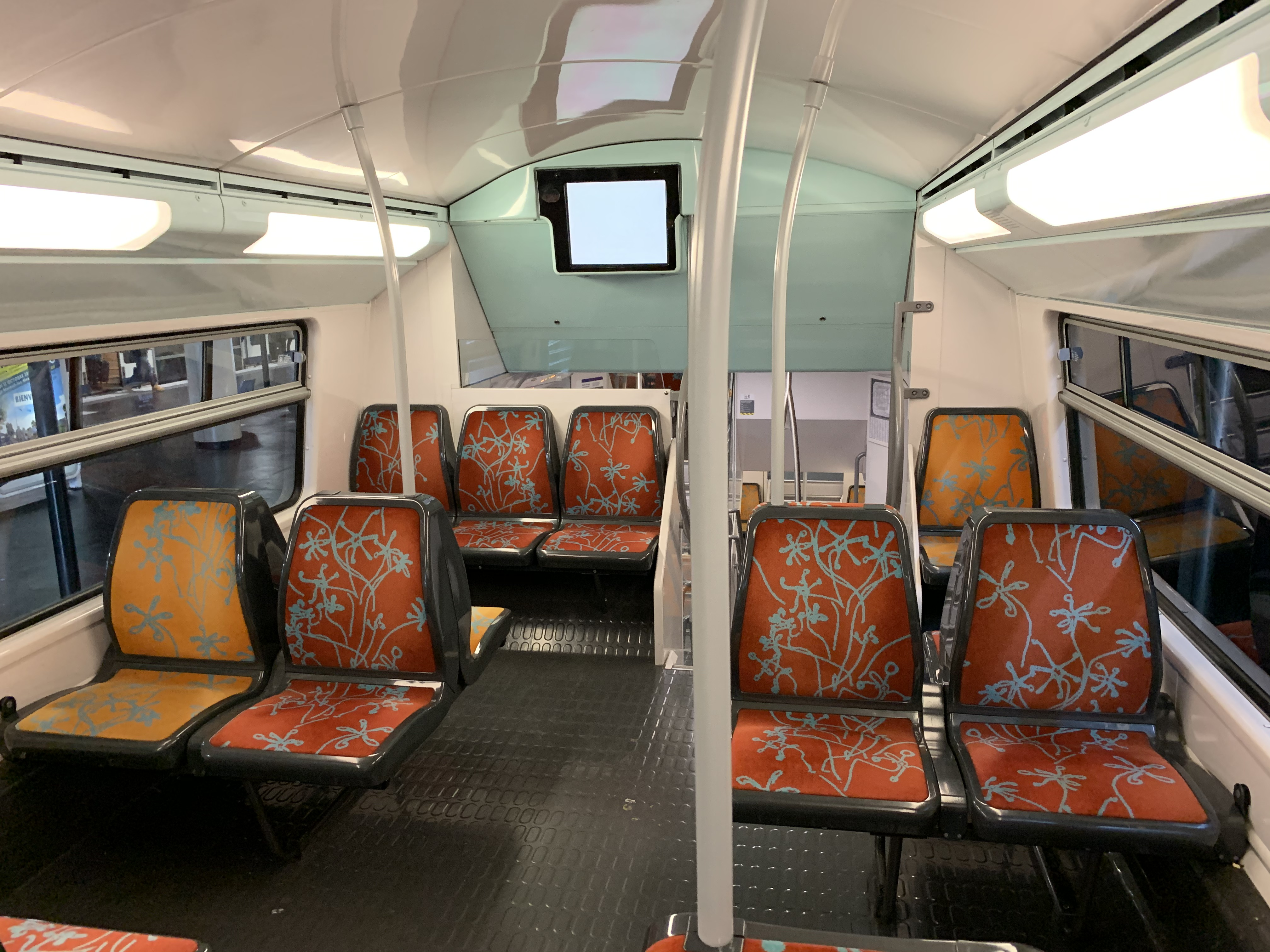
車内（2階部分）
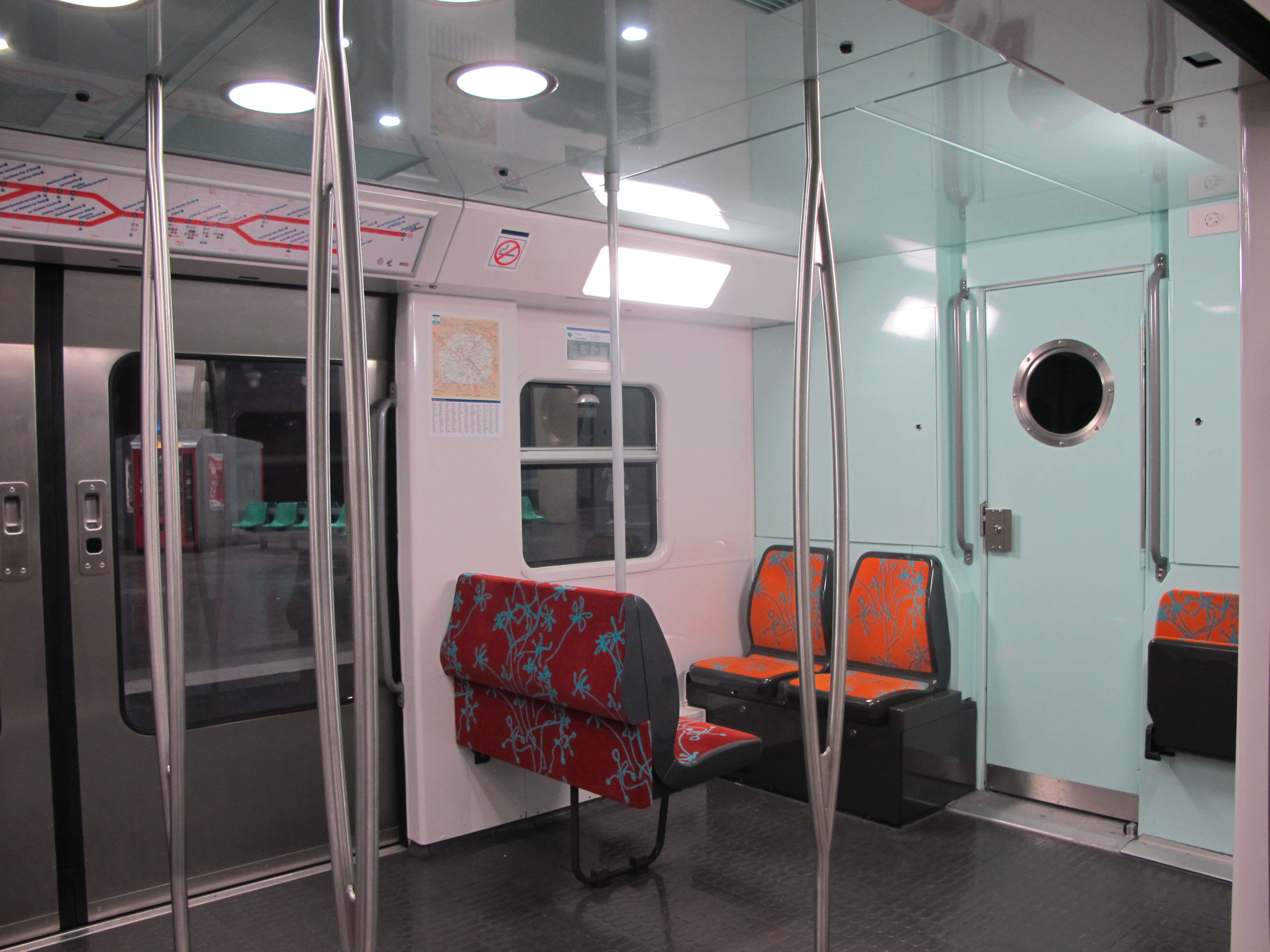
車内（乗降扉付近）
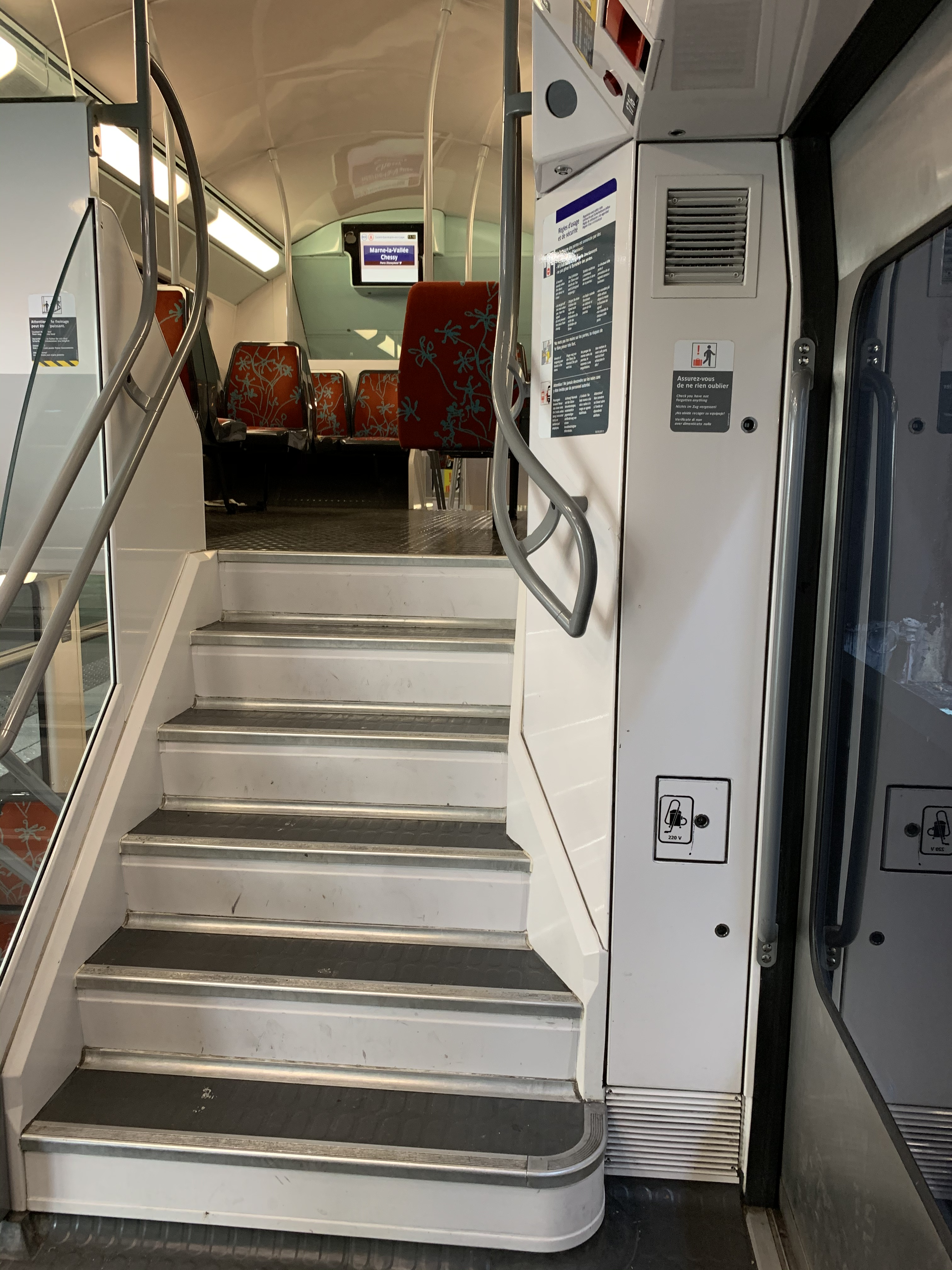
階段
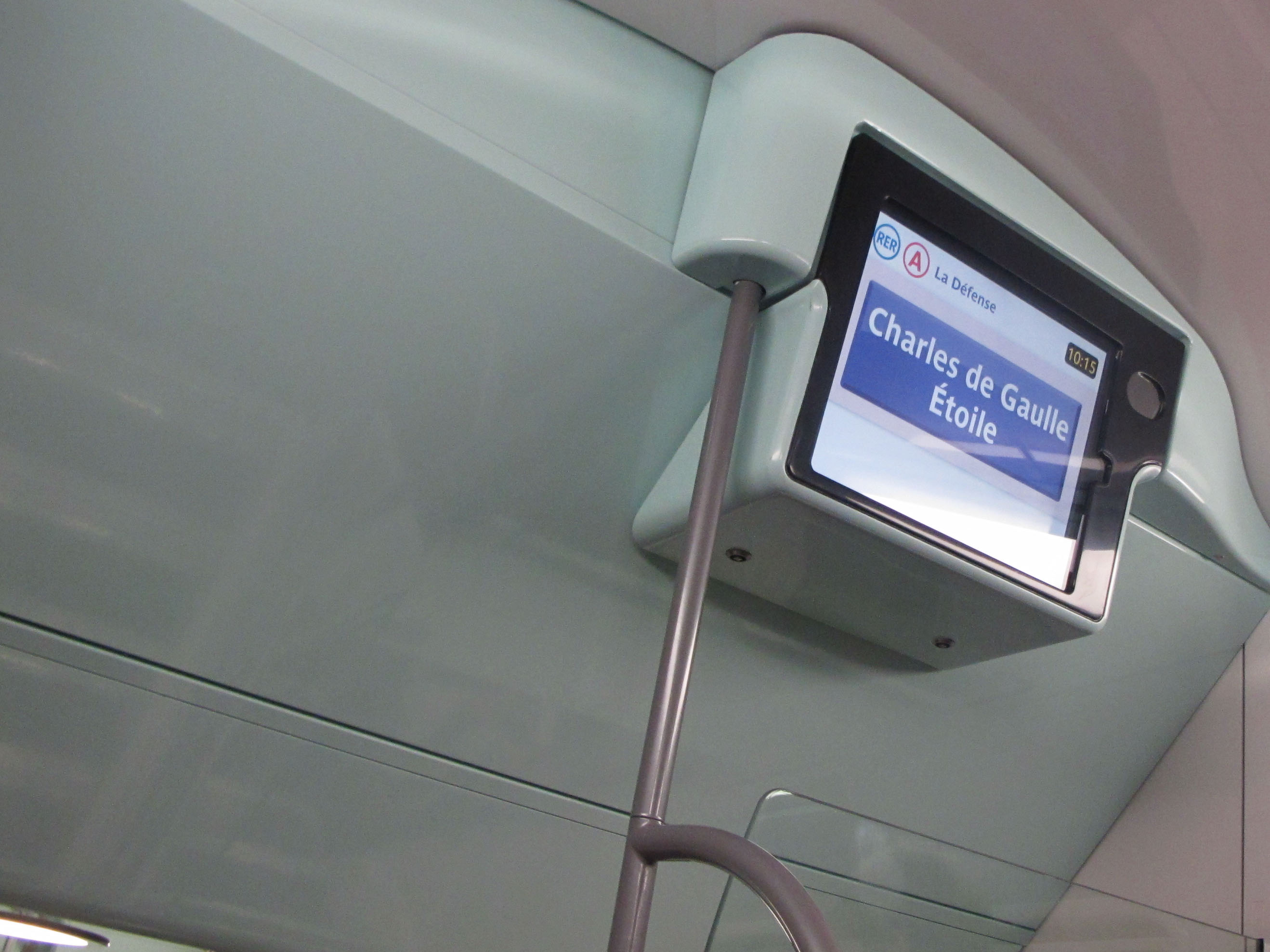
情報スクリーン
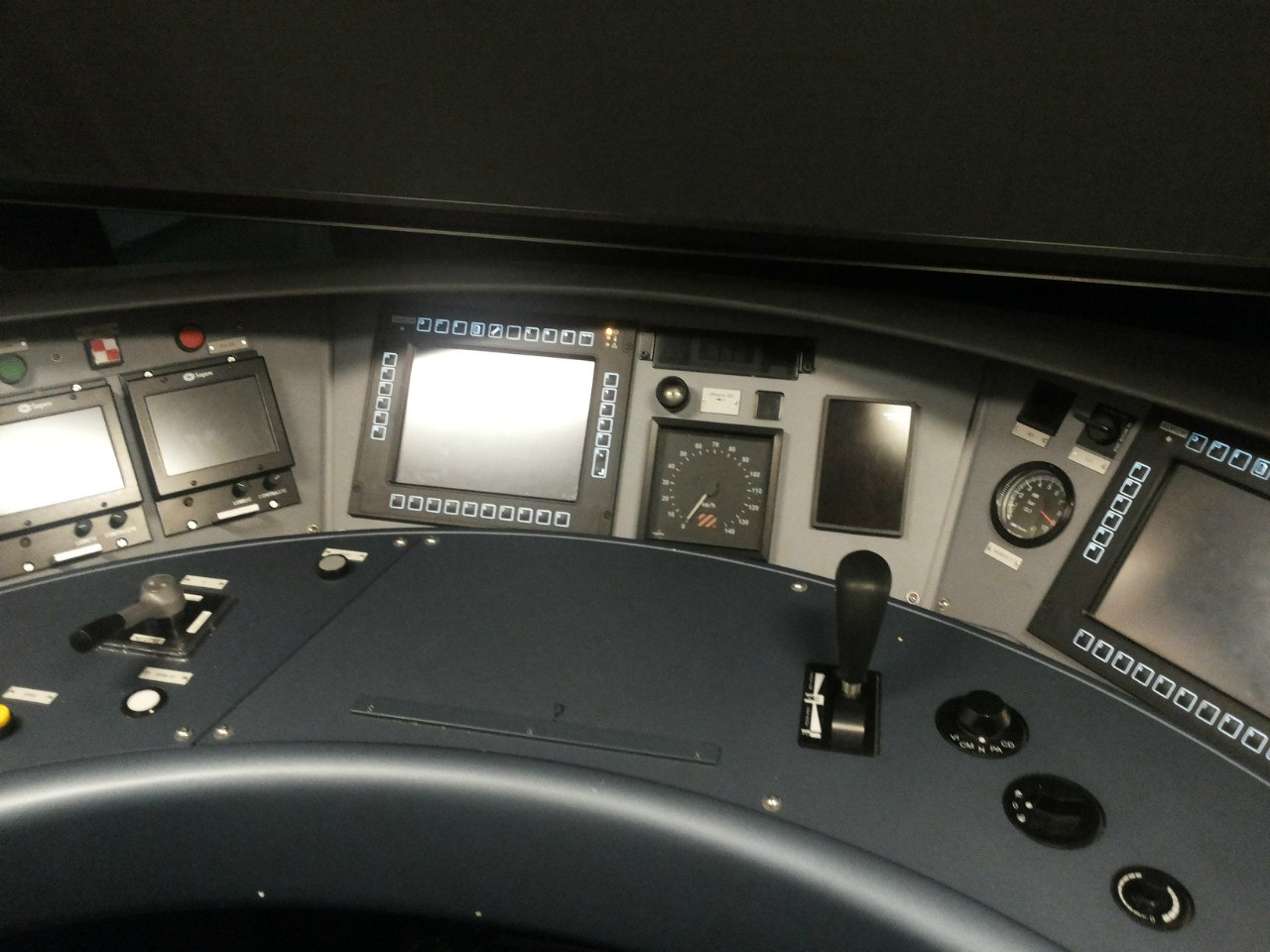
運転台
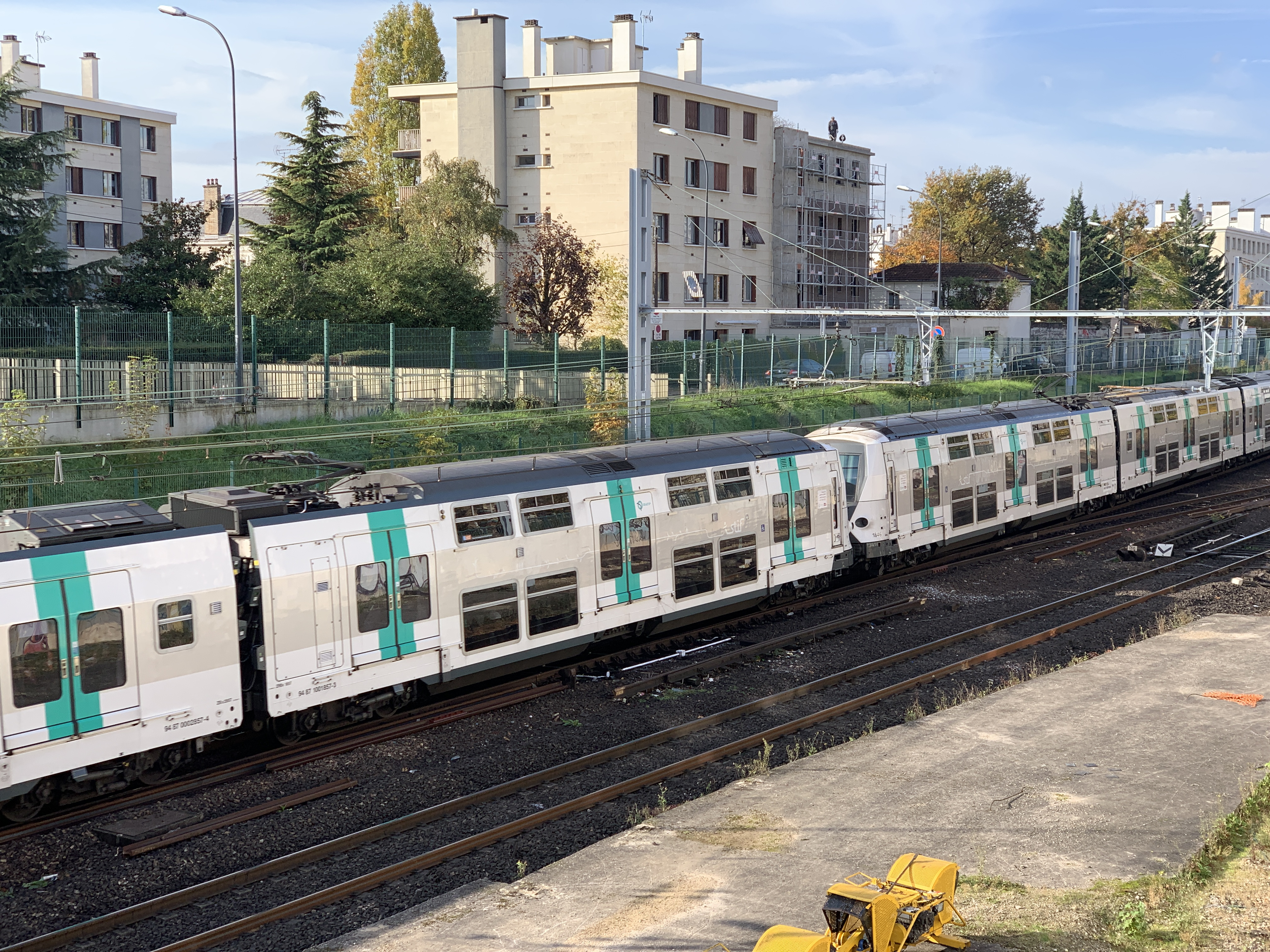
連結運転を実施するMI 09（2019年撮影）
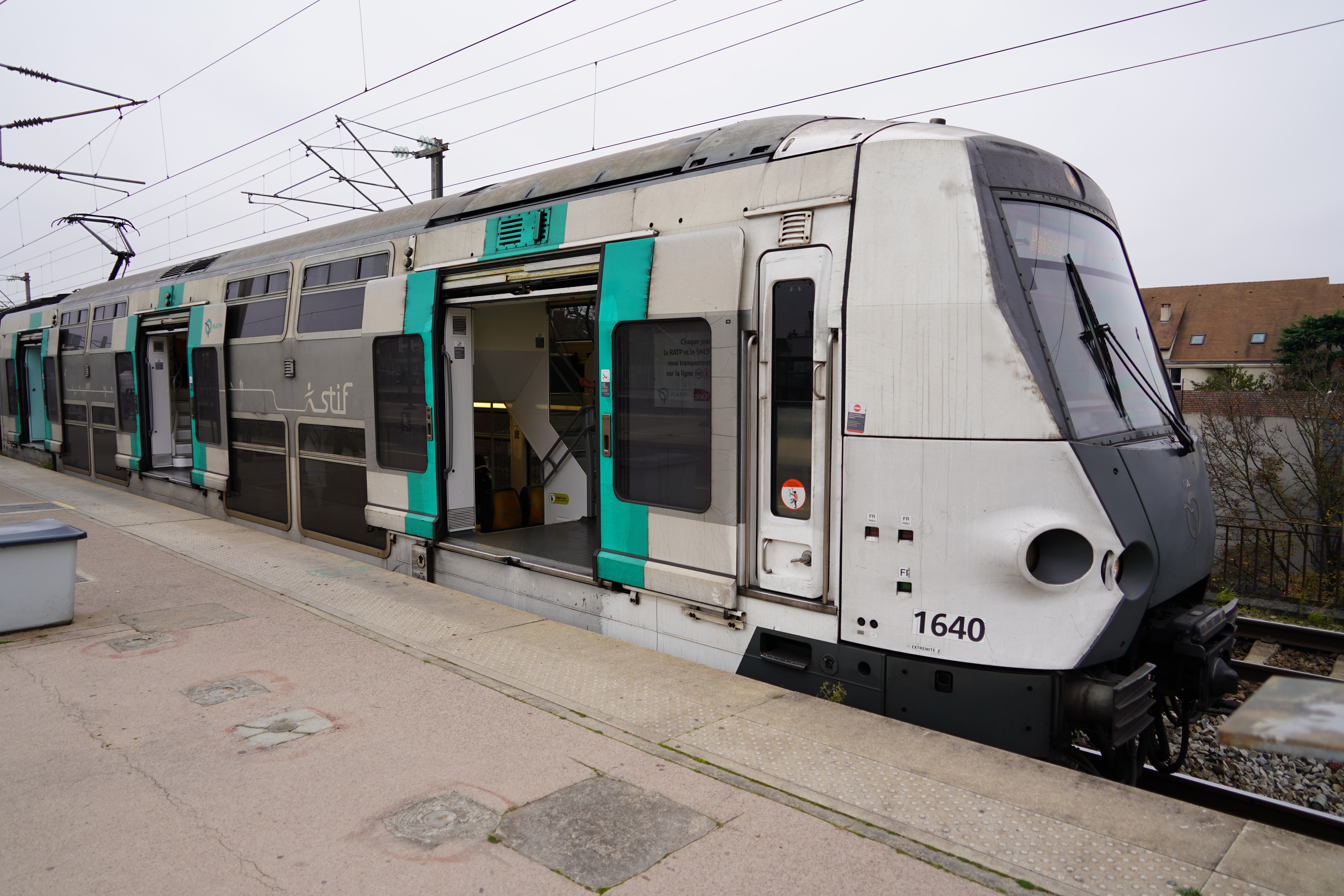
乗降扉を開いたMI 09（2024年撮影）

電動車（中間車）の各動力台車には、VVVFインバータ制御（IGBT素子）に対応した三相誘導電動機が2基ずつ搭載されている。また、各車両の機器を始めとした情報についてはwi-fi接続により管制センターへ送信されており、問題発生時の対策が迅速に図られるようになっている。
製造は2010年から始まり、試運転を経て2011年12月から営業運転を開始した。以降、2017年までに全140編成の導入が完了している。

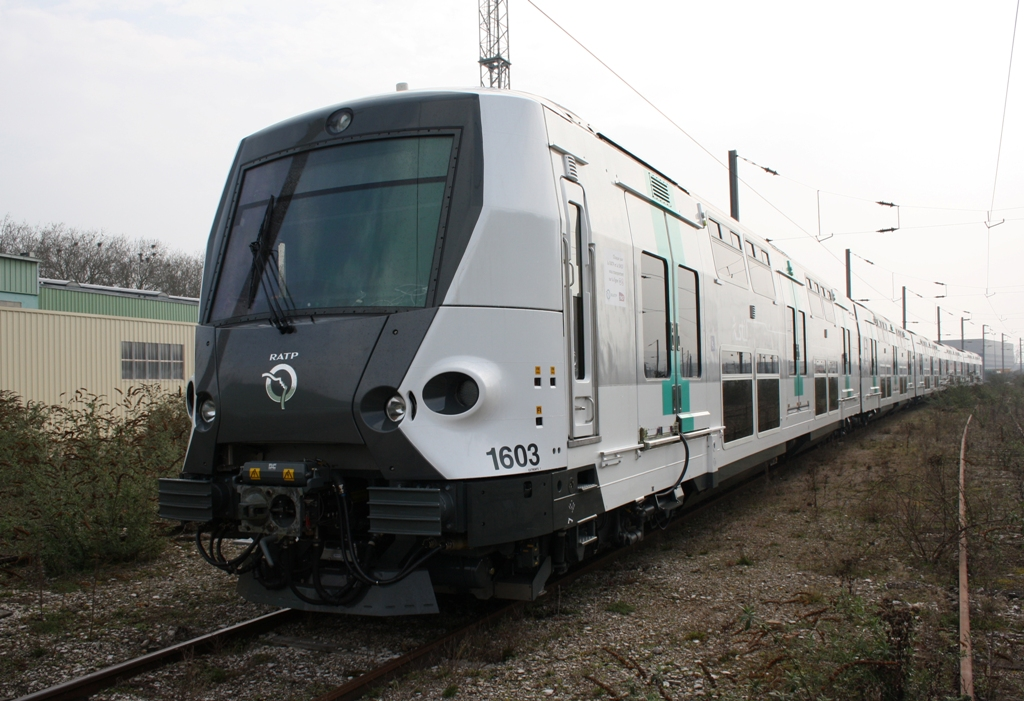
2011年撮影
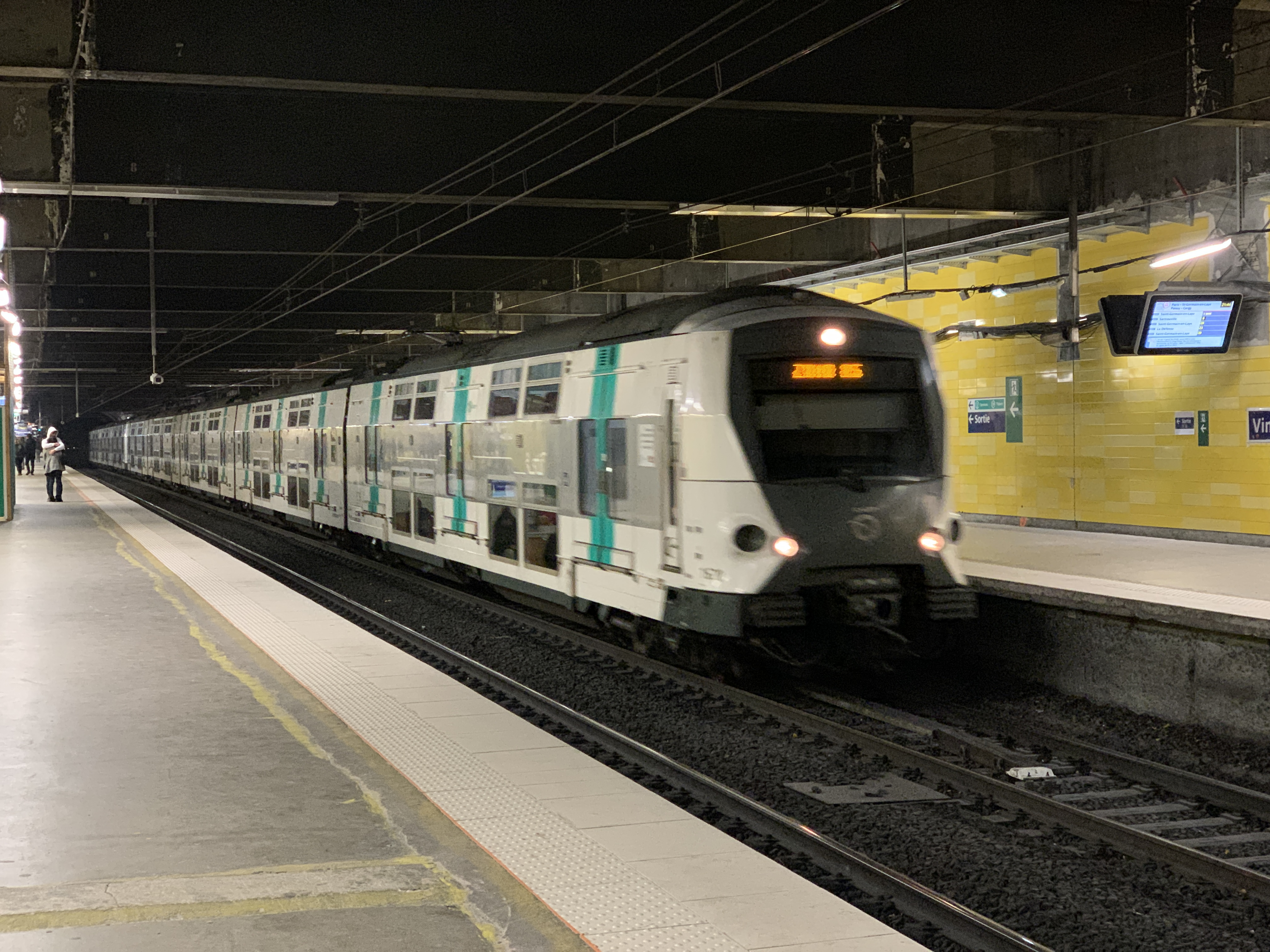
2019年撮影
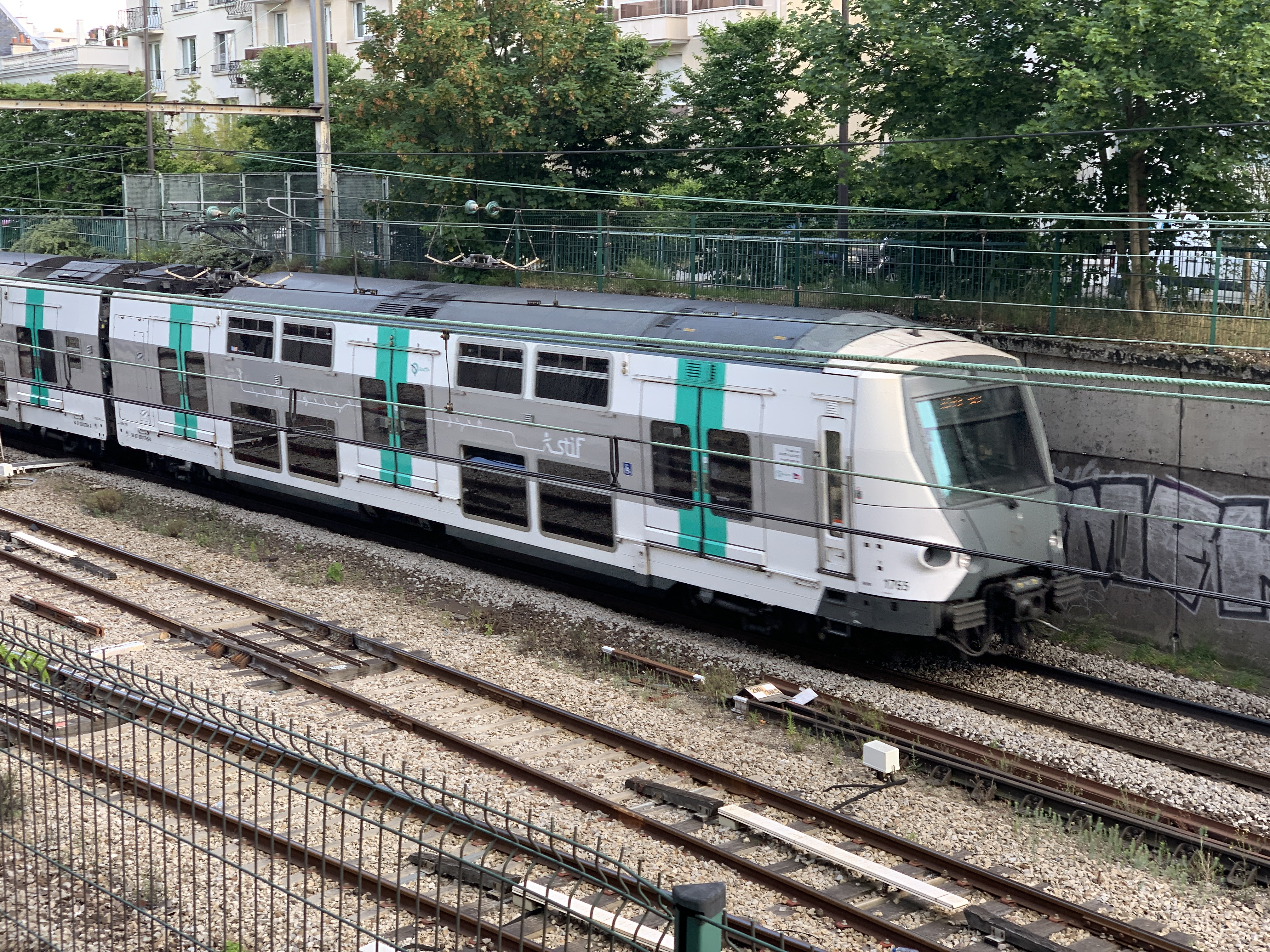
2020年撮影
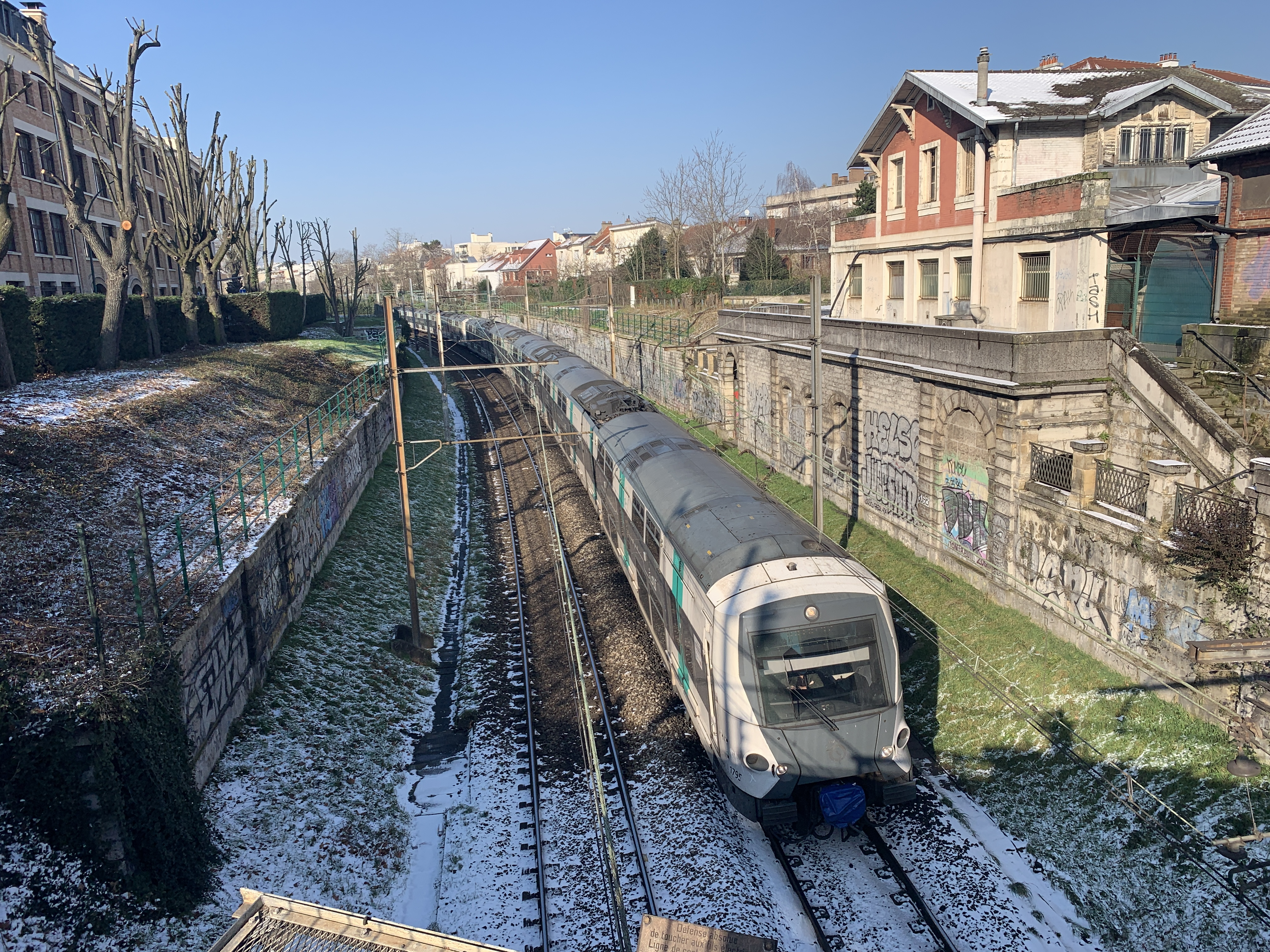
2021年撮影
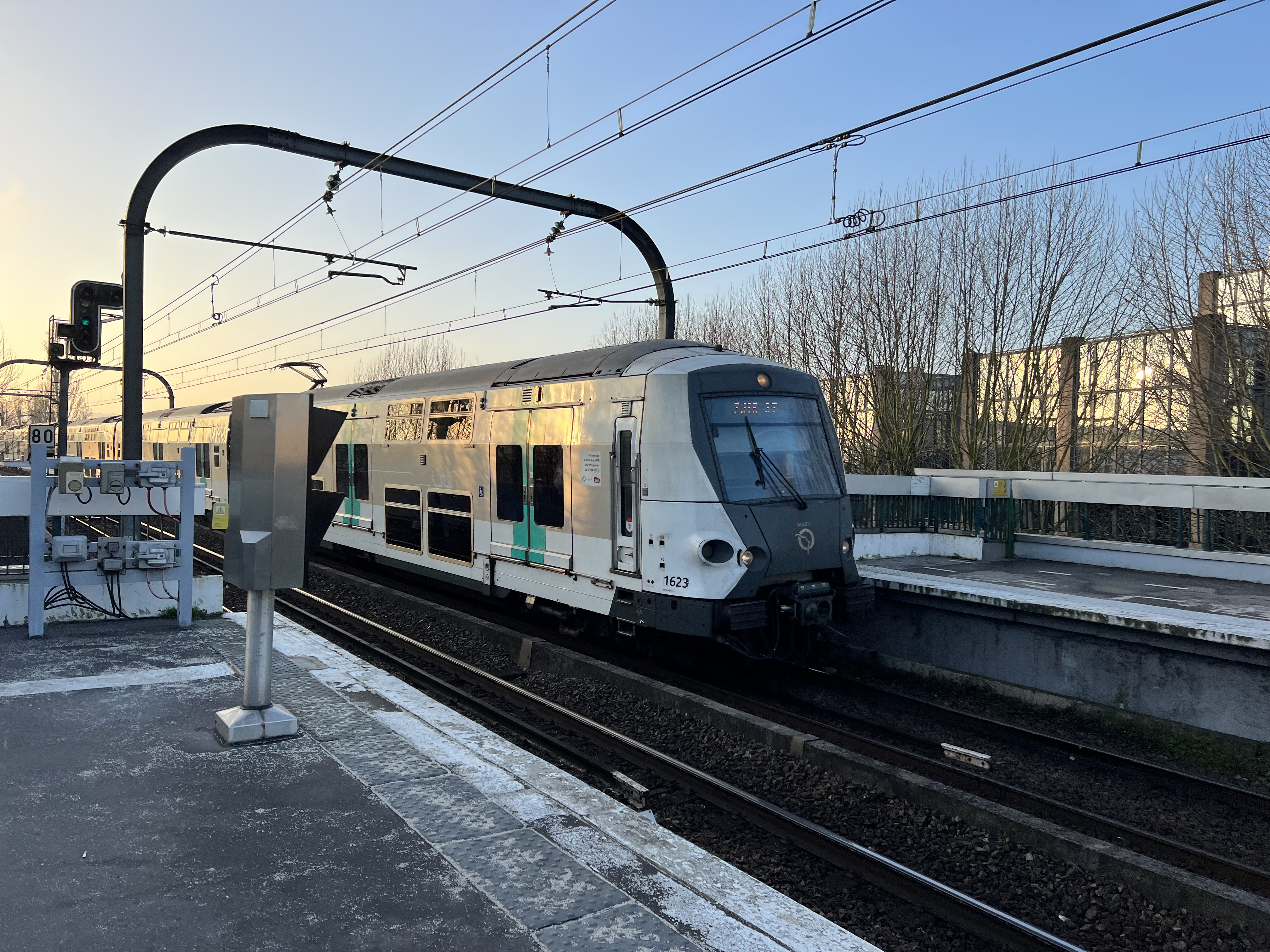
2023年撮影
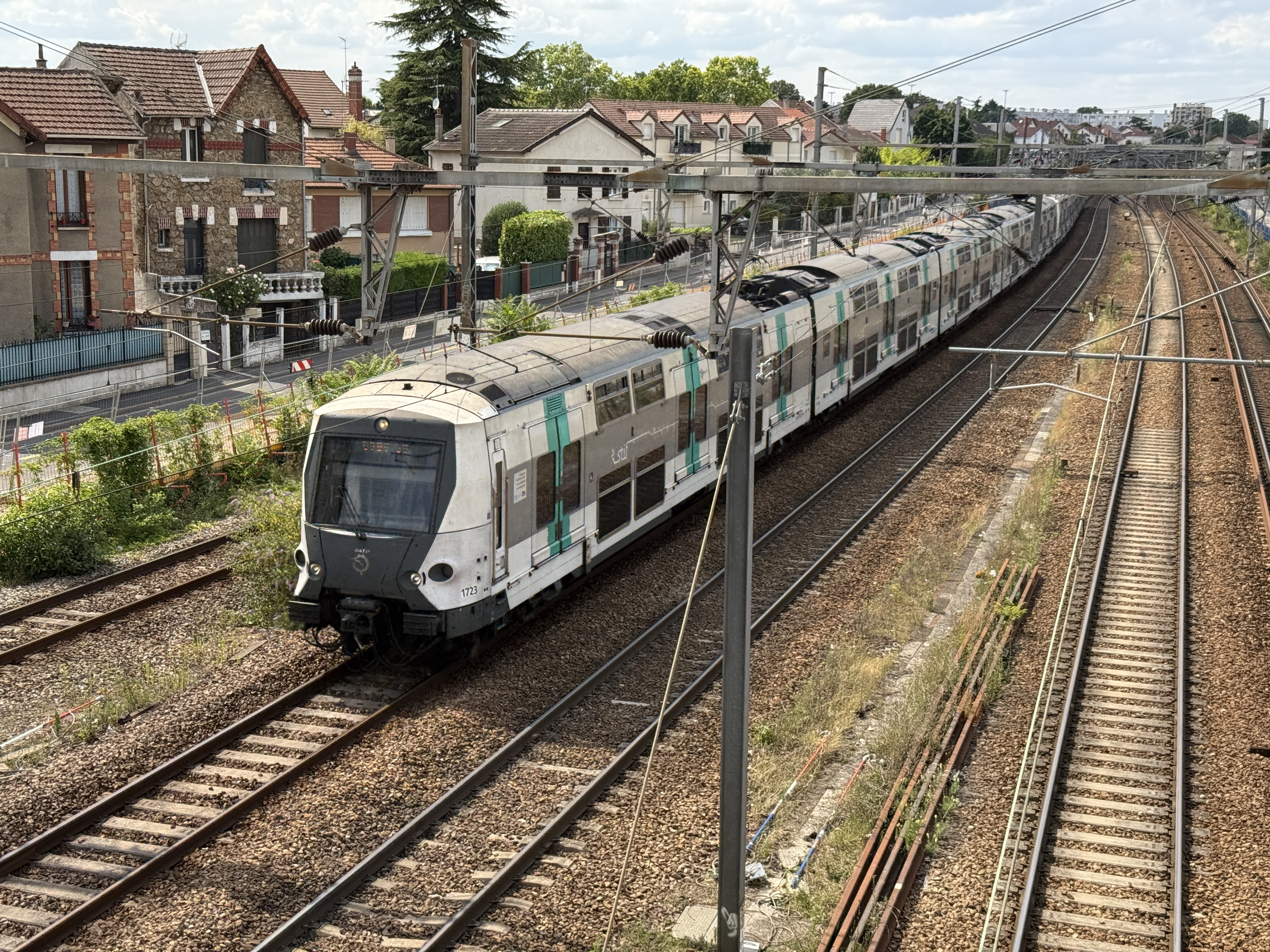
2025年撮影

## 関連形式
- アトレオ（MI 2N）（フランス語版） - RER A線でMI 09と共に使用されている2階建て電車。MI 09と同様、車体側面の3箇所に乗降扉が存在する[9][10]。

## 参考資料
- Thomas Estler (2024). Loks der französischen Staatsbahn SNCF: seit 1938. Transpress Verlag. ISBN 978-3-613-31353-8